# Muncq-Nieurlet
Muncq-Nieurlet è un comune francese di 663 abitanti situato nel dipartimento del Passo di Calais nella regione dell'Alta Francia.

## Società

### Evoluzione demografica
Abitanti censiti